# Megalagrion leptodemas
Megalagrion leptodemas – gatunek ważki z rodziny łątkowatych (Coenagrionidae). Jest endemitem hawajskiej wyspy Oʻahu.